# Полевое (Ширяевский район)
Полевое (укр. Польове) — село, относится к Ширяевскому району Одесской области Украины.
Основано в качестве еврейской земледельческой колонии Рейзенфельд (Ратнфельд).
Население по переписи 2001 года составляло 117 человек. Почтовый индекс — 66860. Телефонный код — 4858. Занимает площадь 0,58 км². Код КОАТУУ — 5125481004.

## История
В 1945 г. Указом ПВС УССР село Рейзенфельд переименовано в Полевое.

## Местный совет
66860, Одесская обл., Ширяевский р-н, с. Жовтень, ул. Шевченка, 4